# 赖达元
赖达元（1917年—2010年7月10日），男，江西石城人，中华人民共和国军事人物，中国人民解放军少将，曾任南京市革命委员会副主任。